# 76-та дивізія протиповітряної оборони (РФ)
76-та дивізія ППО — військове формування підпорядкована 14-ій армія ВПС і ППО у Центральному військовому окрузі у складі Повітряно-космічних сил Росії.
Управління та штаб дивізії — Самара, вулиця Єрошевського, 94.

## Історія
Бригада веде свою історію від зенітного ракетного Самарського полку, сформованого в 1952 році.
У 1963 році в Куйбишеві на базі розформованого 25-го окремого корпусу ППО створюється 28-ма дивізія ППО.
У 1998 році 28-ма дивізія ППО була розформована.
В ході військової реформи у 2009 році 76-та дивізія була розформована, на її базі створена 8-ма бригада ПКО.
З 1 грудня 2014 року бригада знову реформована на 76-ту дивізію ППО.

## Структура
- 185-й гвардійський зенітний ракетний полк (Єкатеринбург) — 2 ЗРДН С-300ПС.
- 340-й радіотехнічний полк (в/ч 40278[4]), селище Мирний Самарської області[5][6][7].
- 511-й гвардійський зенітно-ракетний Смоленський Червонопрапорний, орденів Суворова, Кутузова, Богдана Хмельницького 2 ступеня двічі ордена Кутузова 3 ступеня полк (місто Енгельс) — 2 ЗРДН С-300ПС.
- 568-й зенітний ракетний Червонопрапорний полк (Самара) — 3 ЗРДН С-300ПС.

## Озброєння
- Зенітні ракетні комплекси С-400, С-300ПС
- Радіолокаційні станції Небо[8][9]

## Командири
15-я окрема бригада ППО
- полковник Шиленко

28 дивізія ППО
- полковник Коцький І. Т.

76 дивізії ППО
- генерал-майор Іванов, Валерій Михайлович (2002—2003)[10];
- генерал-майор Гоменков, Дмитро Вікторович (2008)[11][12]

8 бригади ВКО
- полковник Поддубицький, Олексій Олексійович

76 дивізії ППО
- генерал-майор Поддубицький, Олексій Олексійович (2014—2015)[13]
- генерал-майор Тихонов С. Г. (2015)[14][15][16]